# Istituto di credito di diritto pubblico
Gli istituti di credito di diritto pubblico sono state una particolare tipologia di banche italiane esistente fra il 1936 e il 1990, soggette ad una specifica disciplina.

## Storia
La categoria degli istituti di credito di diritto pubblico fu istituita dalla legge bancaria del 1936 per raggruppare alcune banche di diversa origine, aventi personalità giuridica di diritto pubblico e finalità di carattere pubblicistico
Le banche che rientravano nella categoria erano il Banco di Napoli, il Banco di Sicilia, la Banca Nazionale del Lavoro, l'Istituto bancario San Paolo di Torino ed il Monte dei Paschi di Siena, cui si aggiunse pochi anni dopo il Banco di Sardegna.
Le casse di risparmio non rientravano nella categoria, in quanto avevano una propria disciplina sin dal 1927; la Banca d'Italia era invece definita "istituto di diritto pubblico", ma era - ed è tuttora - regolata dall'art. 20 della Legge Bancaria.
Nel 1990 la legge Amato diede agli istituti di credito di diritto pubblico la possibilità di modificare la propria forma giuridica, in vista dell'entrata in vigore degli obblighi di cui alla normativa Basilea I, al fine di dare maggiore competitività alle banche italiane sui mercati nazionali e internazionali. Il modello di riferimento era quello della società per azioni, anche se le banche potevano scegliere la propria forma giuridica.

## Analisi e considerazioni
"Personalità giuridica di diritto pubblico" è un termine giuridico italiano che si riferisce alla capacità di un'entità di essere riconosciuta come un soggetto separato nei confronti della legge. Questo significa che l'entità ha i diritti e i doveri giuridici, come la capacità di stipulare contratti, possedere beni, intentare cause legali e essere soggetta a tali cause.
Le entità con personalità giuridica di diritto pubblico includono organizzazioni statali o governative, come i ministeri, le agenzie governative, i comuni, le regioni, le province e così via. Queste entità operano nell'interesse pubblico e sono governate dal diritto pubblico, piuttosto che dal diritto privato.
Rispetto alla "personalità giuridica di diritto privato" (che si riferisce ad entità come le società, le associazioni private, ecc.), le entità di diritto pubblico tendono ad avere più poteri e responsabilità, nonché un maggiore grado di supervisione e controllo da parte del governo.
In Italia, quando si parla di "finalità di carattere pubblicistico", si fa generalmente riferimento ad attività o obiettivi che sono inerenti all'interesse generale della collettività e che sono regolamentati dal diritto pubblico. Queste finalità possono includere, ad esempio, l'istruzione, la salute pubblica, la sicurezza, la tutela dell'ambiente, e così via.
L'espressione "carattere pubblicistico" indica quindi un orientamento verso il bene comune, l'interesse pubblico o le funzioni statali. Può riguardare le attività delle amministrazioni pubbliche, degli enti pubblici, ma anche di enti privati che perseguono scopi di interesse generale.
In particolare, tali istituti, oltre a compiere le operazioni di credito ordinario, erano autorizzate anche a fare credito agli enti pubblici.
Gli istituti di diritto pubblico erano disciplinati dall'art. 25 della Legge Bancaria.
Di fatto i sette istituti si sono trasformati da una parte in società per azioni, ma dall'altra hanno dato vita a delle fondazioni cui sono state trasferite tutte le attività non tipiche dell'impresa.